# Charles Anderson (équitation)
Pour les articles homonymes, voir Anderson et Charles Anderson.
Charles Anderson (né le 24 octobre 1914 à Westminster en Californie, mort le 27 mars 1993 à Francfort-sur-le-Main) est un cavalier américain de concours complet.
Il participe aux Jeux olympiques d'été de 1948 et remporte la médaille d'or de l'épreuve par équipe.